# Uname

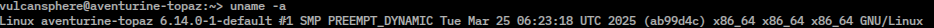
Ejecución de uname en Linux

uname (abreviatura de unix name) es un programa de Unix y sistemas operativos de tipo Unix que imprime el nombre, versión y otros detalles de la máquina y el sistema operativo que se está ejecutando en ella. El comando y llamada de sistema uname aparecieron por primera vez en PWB/UNIX.
Algunas variantes de Unix, como System V Release 3.0 incluyen un programa relacionado, setname, usado para cambiar los valores que aparecen en los informes de uname.
La versión de GNU de uname está incluida en los paquetes “sh-utils” o “coreutils”. uname no está disponsible como programa individual.
El comando ver, que se puede encontrar en algunos sistemas operativos como DOS, OS/2 y Microsoft Windows cumple una función parecida a la de uname.

## Ejemplos
En un sistema corriendo Darwin, la salida que proporciona uname con el parámetro -a luciría así:
```
$ 
uname
 
-a

Darwin Roadrunner.local 10.3.0 Darwin Kernel Version 10.3.0: Fri Feb 26 11:58:09 PST 2010; root:xnu-1504.3.12~1/RELEASE_I386 i386

```

La siguiente tabla contiene varios ejemplos de diversas versiones de uname en varias plataformas. En bash, la variable delentorno OSTYPE contiene un valor similar (pero no idéntico) al valor de uname -o.
| Distribución                                                         | Sistema (o kernel) (-s) POSIX | Sistema operativo (o distribución) (-o) | Plataforma (-m) POSIX           | Procesador (-p)                           | Plataforma de hardware (-i o -M)                                                      | Versión del SO (kernel) (-v) POSIX                                                                            | Lanzamiento del SO (kernel) (-r) POSIX                            |
| -------------------------------------------------------------------- | ----------------------------- | --------------------------------------- | ------------------------------- | ----------------------------------------- | ------------------------------------------------------------------------------------- | --- | ----------------------------------------------------------------- |
| Android 4.2.1 on Nexus 4                                             | Linux                         | GNU/Linux                               | armv7l                          | desconocido                               | desconocido                                                                           | #1 SMP PREEMPT Thu Nov 8 15:42:02 PST 2012                                                                    | 3.4.0-perf-ge039dcb                                               |
| Android 2.3 en Meteorit netbook                                      | Linux                         | GNU/Linux                               | armv6l                          | desconocido                               | desconocido                                                                           | |                                                                   |
| any, coreutils 7.1                                                   | Linux                         | GNU/Linux                               | sparc64                         | sparc64                                   | UltraSPARC T1 (Niagara)                                                               | (all) | (all)                                                             |
| any, coreutils 7.1–8.4                                               | Linux                         | GNU/Linux                               | ppc64                           | ppc64                                     | PPC 970FX (XServe G5)                                                                 | (all) | (all)                                                             |
| CentOS 6.5, Pentium SU4100                                           | Linux                         | GNU/Linux                               | i686                            | i686                                      | i386                                                                                  | #1 SMP Fri Nov 22 00:26:36 UTC 2013                                                                           | 2.6.32-431.el6.i686                                               |
| Cray UNICOS 9.0.2.2                                                  | sn5176                        | Opción ilegal                           | CRAY Y-MP                       | Opción ilegal                             | Opción ilegal                                                                         | sin.0 | 9.0.2.2                                                           |
| Cygwin (Windows XP), Pentium 4                                       | CYGWIN_NT-5.1                 | Cygwin                                  | i686                            | desconocido                               | desconocido                                                                           | 2006-01-20 13:28                                                                                              | 1.5.19(0.150/4/2)                                                 |
| Cygwin 1.7 (Windows 7 32-bit), Core i7                               | CYGWIN_NT-6.1                 | Cygwin                                  | i686                            | desconocido                               | desconocido                                                                           | 2012-07-20 22:55                                                                                              | 1.7.16(0.262/5/3)                                                 |
| Cygwin 1.7 (Windows 7 64-bit), Core i7                               | CYGWIN_NT-6.1-WOW64           | Cygwin                                  | i686                            | desconocido                               | desconocido                                                                           | 2012-05-09 10:25                                                                                              | 1.7.15(0.260/5/3)                                                 |
| Cygwin 1.7 64 bit (Windows 7 64-bit)                                 | CYGWIN_NT-6.1                 | Cygwin                                  | x86_64                          | desconocido                               | desconocido                                                                           | 2014-02-09 21:06                                                                                              | 1.7.28(0.271/5/3)                                                 |
| Cygwin 2.2 64 bit (Windows 10 64-bit)                                | CYGWIN_NT-10.0                | Cygwin                                  | x86_64                          | desconocido                               | desconocido                                                                           | 2015-08-20 11:42                                                                                              | 2.2.1(0.289/5/3)                                                  |
| DJGPP v2 32 bit (Windows Server 2008)                                | MS-DOS                        | Opción ilegal                           | i686                            | Opción ilegal                             | Opción ilegal                                                                         | 50 | 5                                                                 |
| Debian 6.0.5 en la Raspberry Pi B                                    | Linux                         | GNU/Linux                               | armv6l                          | desconocido                               | desconocido (-i) / inválido (-M)                                                      | #90 Wed Apr 18 18:23:05 BST 2012 / #538 PREEMPT Fri Aug 30 20:42:08 BST 2013                                  | 3.1.9+ / 3.6.11+                                                  |
| Debian en la WD MyBookLive                                           | Linux                         | GNU/Linux                               | ppc                             | desconocido                               | desconocido (-i) / inválido (-M)                                                      | #1 Fri Oct 15 17:13:23 PDT 2010                                                                               | 2.6.32.11-svn21605                                                |
| Debian GNU/Hurd                                                      | GNU                           | GNU                                     | i686-AT386                      | desconocido                               | desconocido (-i) / illegal option (-M)                                                | GNU-Mach 1.3.99-486/Hurd-0.3                                                                                  | 0.3                                                               |
| Debian GNU/kFreeBSD 6.0, AMD                                         | GNU/kFreeBSD                  | GNU/kFreeBSD                            | x86_64                          | amd64                                     | AMD Sempron(tm) Processor 3000+                                                       | #0 Thu Nov 26 04:22:59 CET 2009                                                                               | 8.0-1-amd64                                                       |
| DragonFlyBSD                                                         | DragonFly                     | Opción ilegal                           | i386                            | i386                                      | GENERIC                                                                               | DragonFly v2.13.0.749.g93fef-DEVELOPMENT #0: …                                                                | 2.13-DEVELOPMENT                                                  |
| DragonFlyBSD 2.7, AMD64                                              | DragonFly                     | Opción ilegal                           | x86_64                          | x86_64                                    | [filename of kernel conf file]                                                        | DragonFly v2.7.3.122.g0ba92-DEVELOPMENT #0: Tue June 8 16:50:35 CEST 2010                                     | 2.7-DEVELOPMENT root@Chance.: /usr/obj/usr/src/sys/X86_64_GENERIC |
| Fedora 19                                                            | Linux                         | GNU/Linux                               | i686                            | i686                                      | i386                                                                                  | #1 SMP Fri Mar 7 17:22:54 UTC 2014                                                                            | 3.13.6-100.fc19.i686                                              |
| FreeBSD 6.1, Intel                                                   | FreeBSD                       | Opción ilegal                           | i386                            | i386                                      | [kernel name from kernel conf file. i.e.: GENERIC]                                    | FreeBSD 6.1-RELEASE-p15 #1: Sun Apr 15 18:04:51 EDT 2007                                                      | 6.1-RELEASE-p15                                                   |
| FreeBSD 9.0, Intel                                                   | FreeBSD                       | FreeBSD                                 | amd64                           | amd64                                     | [kernel name from kernel conf file. i.e.: GENERIC]                                    | FreeBSD 9.0-RELEASE #0: Tue Jan 3 07:46:30 UTC 2012 root@farrell.cse.buffalo.edu:/usr/obj/usr/src/sys/GENERIC | 9.0-RELEASE                                                       |
| Gentoo, UltraSparc IIe                                               | Linux                         | GNU/Linux                               | sparc64                         | sun4u                                     | TI UltraSparc IIe (Hummingbird)                                                       | #1 SMP Wed Nov 10 02:04:26 CET 2010                                                                           | 2.6.34-gentoo-r12                                                 |
| Haiku R1/Alpha 1, QEMU                                               | Haiku                         | Haiku                                   | BePC                            | desconocido                               | desconocido                                                                           | r33109 Sep 12 2009 17:45:45                                                                                   | 1                                                                 |
| HP-UX                                                                | HP-UX                         | Opción ilegal                           | 9000/712                        | Opción ilegal                             | [Unique machine ID number or node name if cannot be determined.]                      | U | B.11.11                                                           |
| HP-UX 11i v3                                                         | HP-UX                         | Opción ilegal                           | ia64                            | Opción ilegal                             | [Unique machine ID number or node name if cannot be determined.]                      | U | B.11.31                                                           |
| IBM AIX 5.3                                                          | AIX                           | AIX [cita requerida]                    | 00C57D4D4C00                    | powerpc                                   | IBM,8205-E6B                                                                          | 5 | 3                                                                 |
| IBM AIX 7.1                                                          | AIX                           | Opción ilegal                           | uniqe serial number             | powerpc                                   | IBM,7891-73X                                                                          | 7 | 1                                                                 |
| IBM i 5.3 with QSH                                                   | OS400                         | (hostname)                              | (número de serie de la máquina) | desconocido                               | desconocido                                                                           | 5 | 3                                                                 |
| IBM i 6.1 with QSH                                                   | OS400                         | (hostname)                              | (número de serie de la máquina) | desconocido                               | desconocido                                                                           | 6 | 1                                                                 |
| IBM i 7.1 with QSH                                                   | OS400                         | (hostname)                              | (número de serie de la máquina) | desconocido                               | desconocido                                                                           | 7 | 1                                                                 |
| Interix (Windows Services for UNIX) 3.5                              | Interix                       | Opción ilegal                           | x86                             | Intel_x86_Family6_Model28_Stepping10      | Opción ilegal                                                                         | 10.0.7063.0                                                                                                   | 6.1                                                               |
| IRIX                                                                 | IRIX                          | Opción ilegal                           | IP22                            | mips                                      | Opción ilegal                                                                         | |                                                                   |
| IRIX 6.5.30, Origin 2000                                             | IRIX64                        | Opción ilegal                           | IP30 IP35                       | mips                                      | Opción ilegal                                                                         | 07202013 | 6.5                                                               |
| Linux Mint 10 "Julia" 64-bit                                         | Linux                         | GNU/Linux                               | x86_64                          | desconocido                               | desconocido                                                                           | #33-Ubuntu SMP Sun Sep 19 20:32:27 UTC 2010                                                                   | 2.6.35-22-generic                                                 |
| Linux on Xeon Phi                                                    | Linux                         | GNU/Linux                               | k1om                            | k1om                                      | k1om                                                                                  | #2 SMP Fri Jun 21 13:43:31 EDT 2013                                                                           | 2.6.38.8-g2593b11                                                 |
| Mac OS X Panther 10.3, PowerBook G4 (2004)                           | Darwin                        | Opción ilegal                           | Power Macintosh                 | powerpc                                   | Opción ilegal                                                                         | Darwin Kernel Version 7.8.0: Wed Dec 22 14:26:17 PST 2004; root:xnu/xnu-517.11.1.obj~1/RELEASE_PPC            | 7.8.0                                                             |
| Mac OS X Snow Leopard 10.6, MacBook3,1 (Late 2007)                   | Darwin                        | Opción ilegal                           | i386                            | i386                                      | Opción ilegal                                                                         | Darwin Kernel Version 10.0.0: Fri Jul 31 22:47:34 PDT 2009; root:xnu-1456.1.25~1/RELEASE_I386                 | 10.0.0                                                            |
| Mac OS X Lion 10.7.3 build 11D50, MacbookPro7,1 (Late 2010)          | Darwin                        | Opción ilegal                           | x86_64                          | i386                                      | Opción ilegal                                                                         | Darwin Kernel Version 11.3.0: Thu Jan 12 18:47:41 PST 2012; root:xnu-1699.24.23~1/RELEASE_X86_64              | 11.3.0                                                            |
| Mac OS X Mountain Lion 10.8.3 build 12D78, MacbookPro10,1 (Mid 2012) | Darwin                        | Opción ilegal                           | x86_64                          | i386                                      | Opción ilegal                                                                         | Darwin Kernel Version 12.3.0: Sun Jan 6 22:37:10 PST 2013; root:xnu-2050.22.13~1/RELEASE_X86_64               | 12.3.0                                                            |
| Mac OS X Mavericks 10.9 build 13A598, MacbookPro5,1 (Mid 2009)       | Darwin                        | Opción ilegal                           | x86_64                          | i386                                      | Opción ilegal                                                                         | Darwin Kernel Version 13.0.0: Thu Sep 19 22:22:27 PDT 2013; root:xnu-2422.1.72~6/RELEASE_X86_64               | 13.0.0                                                            |
| Mac OS X Yosemite 10.10 build 14A298i, MacbookPro6,2 (Mid 2010)      | Darwin                        | Opción ilegal                           | x86_64                          | i386                                      | Opción ilegal                                                                         | Darwin Kernel Version 14.0.0: Tue Jul 15 23:56:31 PDT 2014; root:xnu-2782.1.43.0.2~1/RELEASE_X86_64           | 14.0.0                                                            |
| Mac OS X El Capitan 10.11 build 15A284, MacBookPro10,1 (Mid 2012)    | Darwin                        | Opción ilegal                           | x86_64                          | i386                                      | Opción ilegal                                                                         | Darwin Kernel Version 15.0.0: Sat Sep 19 15:53:46 PDT 2015; root:xnu-3247.10.11~1/RELEASE_X86_64              | 15.0.0                                                            |
| Manjaro Linux 0.8.11 64 bit                                          | Linux                         | GNU/Linux                               | x86_64                          | desconocido                               | desconocido                                                                           | #1 SMP PREEMPT Sat Nov 15 10:54:42 UTC 2014                                                                   | 3.17.3-1-MANJARO                                                  |
| MINIX 3.1.7, x86                                                     | Minix                         | Opción ilegal                           | i686                            | i386                                      | Opción ilegal                                                                         | 1.7 | 3                                                                 |
| MinGW                                                                | MINGW32_NT-6.1                | Msys                                    | i686                            | desconocido                               | desconocido                                                                           | 2012-11-21 22:34                                                                                              | 1.0.18(0.48/3/2)                                                  |
| MSYS                                                                 | MSYS_NT-6.1                   | Msys                                    | i686                            | desconocido                               | desconocido                                                                           | 2012-11-21 22:34                                                                                              | 1.0.18(0.48/3/2)                                                  |
| NetBSD                                                               | NetBSD                        | desconocido                             | i386                            | i386                                      | desconocido                                                                           | NetBSD 6.0.1 (GENERIC)                                                                                        | 6.0.1                                                             |
| NonStop H06 25                                                       | NONSTOP_KERNEL                | desconocido                             | NSE-T                           | desconocido                               | H06                                                                                   | 25 | desconocido                                                       |
| NonStop J06 14                                                       | NONSTOP_KERNEL                | desconocido                             | NSE-AB                          | desconocido                               | J06                                                                                   | 14 | desconocido                                                       |
| OpenBSD 5.4                                                          | OpenBSD                       | Opción ilegal                           | amd64                           | amd64                                     | Opción ilegal                                                                         | GENERIC.MP#1                                                                                                  | 5.4                                                               |
| openSUSE 10.3, Core2-duo 64-bit                                      | Linux                         | GNU/Linux                               | x86_64                          | x86_64                                    | x86_64                                                                                | #1 SMP 2007/09/21 22:29:00 UTC                                                                                | 2.6.22.5-31-default                                               |
| OpenWRT Barrier Breaker r40420 on TL-WR1043ND                        | Linux                         | GNU/Linux                               | mips                            | desconocido                               | desconocido (-i) / inválido (-M)                                                      | #1 Tue Apr 8 06:30:07 UTC 2014                                                                                | 3.10.34                                                           |
| QNX                                                                  | QNX                           | –                                       | x86pc                           | x86                                       | –                                                                                     | 2010/07/09-14:44:03EDT                                                                                        | 6.5.0                                                             |
| Red Hat Linux, Fedora Core 6, AMD Turion64 mobile                    | Linux                         | GNU/Linux                               | i686                            | athlon                                    | i386                                                                                  | #1 SMP Wed Jan 10 19:28:18 EST 2007                                                                           | 2.6.19-1.2895.fc6                                                 |
| ReliantUNIX                                                          | ReliantUNIX-Y                 |                                         | RM600                           | R4000                                     |                                                                                       | B2005 | 5.45                                                              |
| SINIX                                                                | SINIX-Y                       |                                         | RM600                           | R4000                                     |                                                                                       | | 5.43                                                              |
| Solaris 8                                                            | SunOS                         | Opción ilegal                           | sun4u                           | sparc                                     | SUNW,UltraAX-i2                                                                       | Generic_117350-50                                                                                             | 5.8                                                               |
| Solaris 9, Sun Fire 280R                                             | SunOS                         | Opción ilegal                           | sun4u                           | sparc                                     | SUNW,Sun-Fire-280R                                                                    | Generic_112233-08                                                                                             | 5.9                                                               |
| Solaris 10, Sun Fire V490                                            | SunOS                         | Opción ilegal                           | sun4u                           | sparc                                     | SUNW,Sun-Fire-V490                                                                    | Generic_142900-13                                                                                             | 5.10                                                              |
| Solaris 11.1, Sun Fire X4540                                         | SunOS                         | Opción ilegal                           | i86pc                           | i386                                      | i86pc                                                                                 | 11.1 | 5.11                                                              |
| OpenIndiana                                                          | SunOS                         | Opción ilegal                           | i86pc                           | i386                                      | i86pc                                                                                 | oi_151a8 | 5.11                                                              |
| SmartOS                                                              | SunOS                         | Opción ilegal                           | i86pc                           | i386                                      | i86pc                                                                                 | joyent_20150403T203811Z                                                                                       | 5.11                                                              |
| OmniOS                                                               | SunOS                         | Opción ilegal                           | i86pc                           | i386                                      | i86pc                                                                                 | omnios-a708424                                                                                                | 5.11                                                              |
| Tru64                                                                | OSF1                          | inválido                                | alpha                           | alpha                                     | inválido                                                                              | 2650 | V5.1                                                              |
| Ubuntu 11.04                                                         | Linux                         | GNU/Linux                               | x86_64                          | x86_64                                    | x86_64                                                                                | #46-Ubuntu SMP Tue Jun 28 15:07:17 UTC 2011                                                                   | 2.6.38-10-generic                                                 |
| Ubuntu 12.0.4 on Pandaboard ES                                       | Linux                         | GNU/Linux                               | armv7l                          | armv7l                                    | armv7l                                                                                | #33-Ubuntu SMP PREEMPT Sat Jan 26 00:46:04 UTC 2013                                                           | 3.2.0-1425-omap4                                                  |
| Ultrix                                                               | ULTRIX                        | –                                       | VAX                             | –                                         | –                                                                                     | 0 | 4.5                                                               |
| Unity Linux                                                          | Linux                         | GNU/Linux                               | i686                            | Intel(R) Core(TM) i5-2520M CPU @ 2.50 GHz | desconocido (-i) / inválido (-M)                                                      | #1 SMP Fri Oct 1 16:46:58 UTC 2010                                                                            | 2.6.35.7-unity1                                                   |
| UnxUtils 2007 32 bit (Windows Server 2008)                           | WindowsNT                     | Opción ilegal                           | x86                             | Opción ilegal                             | Opción ilegal                                                                         | 6 | 0                                                                 |
| (SCO) OpenServer 5.0.6                                               | SCO_SV                        | (hostname)                              | i386                            | i386                                      | CC                                                                                    | 5.0.6 | 3.2                                                               |
| (SCO) System V                                                       | SCO_SV                        | Opción ilegal                           | i386                            | i386                                      | Opción ilegal                                                                         | 6.0.0 | 5                                                                 |
| (SCO) UnixWare 7.1.4                                                 | UnixWare                      | Opción ilegal                           | i386                            | x86at                                     | -i hardware serial/license number, .e.g. 1AB000123 or NUL000000; -M is illegal option | 7.1.4 | 5                                                                 |
| UWIN (64 bit Windows 7), Intel Core i5                               | UWIN-W7                       | UWIN                                    | i686-64                         | x64                                       | 64/64                                                                                 | 2012-06-26 | 5.0/6.1                                                           |
| SYS$UNIX:SH on OpenVMS on VAX emulator                               | IS/WB                         | Opción ilegal                           | vax-6340                        | Opción ilegal                             | Opción ilegal                                                                         | std | 5.0                                                               |
| z/OS USS                                                             | OS/390                        | desconocido                             | 2097                            | desconocido                               | -i/-M: opción desconocida; -I: z/OS                                                   | 03 | 22.00                                                             |